# Alaplı
Alaplı (in der Antike Keles oder Cales) ist eine Stadt und Hauptort des gleichnamigen Landkreises der türkischen Provinz Zonguldak in der Schwarzmeerregion. Hier mündet der gleichnamigen Flusses Alaplı ins Schwarze Meer. Alaplı liegt etwa 59 Straßenkilometer (Luftlinie: 45 km) südwestlich der Provinzhauptstadt Zonguldak und wurde 1966 in den Rang einer Belediye (Gemeinde) erhoben.
Der Landkreis ist der westlichste der Provinz. Er grenzt im Süden an die Provinz Düzce, im Norden an den Kreis Ereğli und im Osten an den Kreis Devrek.
Der Kreis wurde 1987 aus dem westlichen Teil des Kreises Ereğli geschaffen und war (seit 1927) bis dahin ein Bucak dort. Zur letzten Volkszählung vor der Gebietsänderung wohnten in den 42 Ortschaften des Bucak Alaplı 37.054 Einwohner, d. h. 20,41 % der damaligen Kreisbevölkerung.
Ende 2020 bestand der Kreis neben der Kreisstadt mit Gümeli (1881 Einw.) aus einer weiteren Belediye. Des Weiteren gehörten zum Kreis noch 52 Dörfer (Köy) mit durchschnittlich 409 Bewohnern. Zu diesem Zeitpunkt hatten drei Dörfer über 1000 Einwohner: Kılçak (1463), Aşağıdağ (1148) und Çatak (1009 Einw.). Weitere 18 Dörfer hatten ebenfalls mehr als der Durchschnitt (= 409) Einwohner, das kleinste Dorf (Kocaman) zählte 83 Bewohner.
Der Kreis hatte Ende 2020 die zweitniedrigste Bevölkerungsdichte der Provinz (113,7 Einw. je km²) sowie einen städtischen Bevölkerungsanteil von 51,10 Prozent.